# Кувънтул Аромънилор
„Кувънтул Аромънилор“ (на румънски: Cuvântul Aromânilor, в превод Арумънско слово) е всекидневен вестник, издаван в Букурещ от февруари до юни 1908 година.
Вестникът излиза в 4 страници голям формат и се занимава основно с политическа тематика и с проблемите на арумъните на Балканския полуостров. Издаван е от група арумъни в малък тираж. Директор на вестника е Стерю Й. Шунда. Текстовете са подписани и са само на румънски език.